# Rådhuset (métro de Stockholm)
Rådhuset est une station des lignes T10 et T11 du métro de Stockholm, située dans l'île de Kungsholmen.
Comme d'autres stations du métro de Stockholm, elle utilise une architecture organique, qui laisse le substrat rocheux exposé et non sculpté, semblant être fondé sur des systèmes de grottes naturelles.
La station de métro porte le nom de Rådhuset (le « palais de justice ») car celui-ci est juste au-dessus de la surface, tout comme l'hôtel de ville de Stockholm et le siège de la police.

## Services aux voyageurs

### Accès et accueil

installations
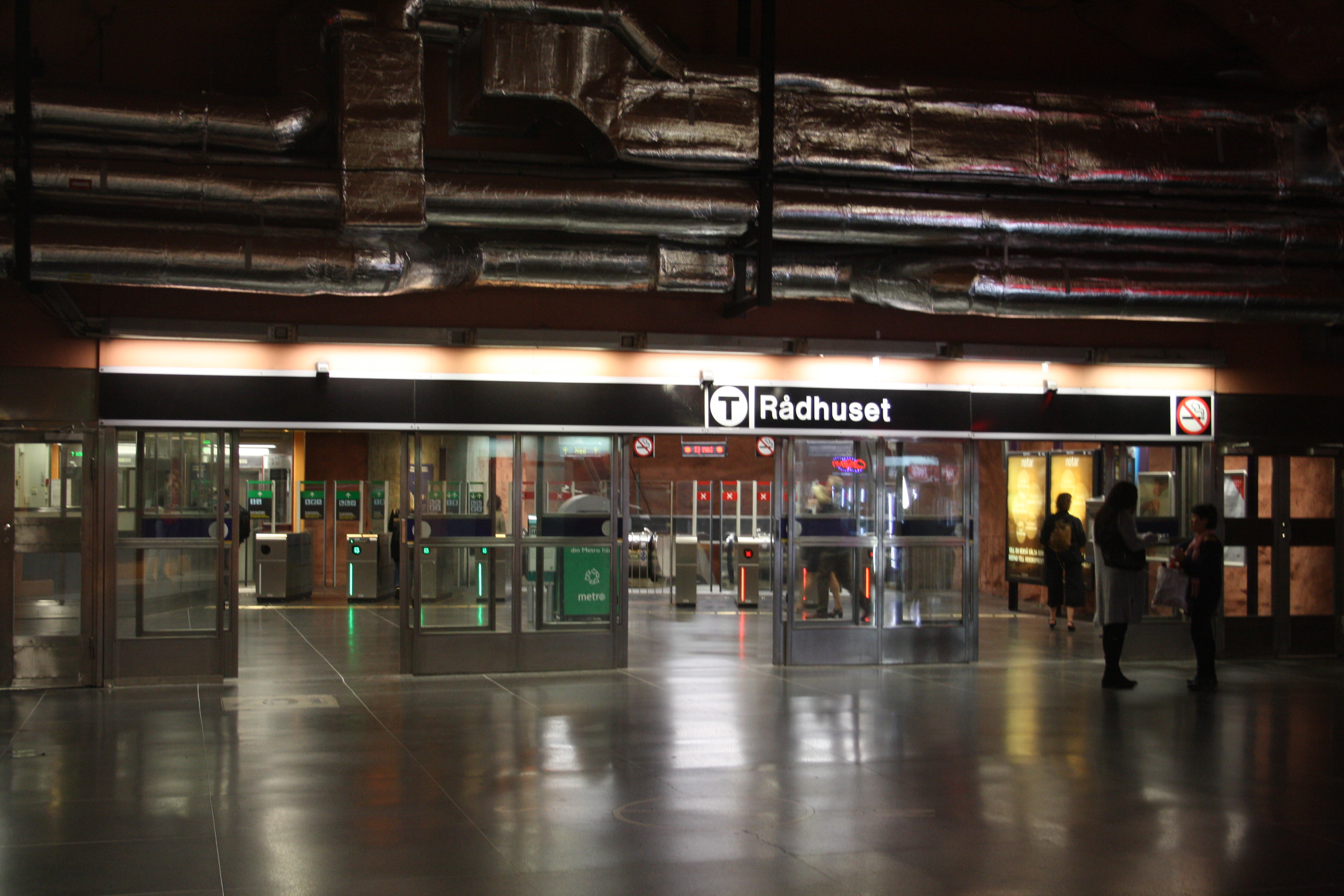
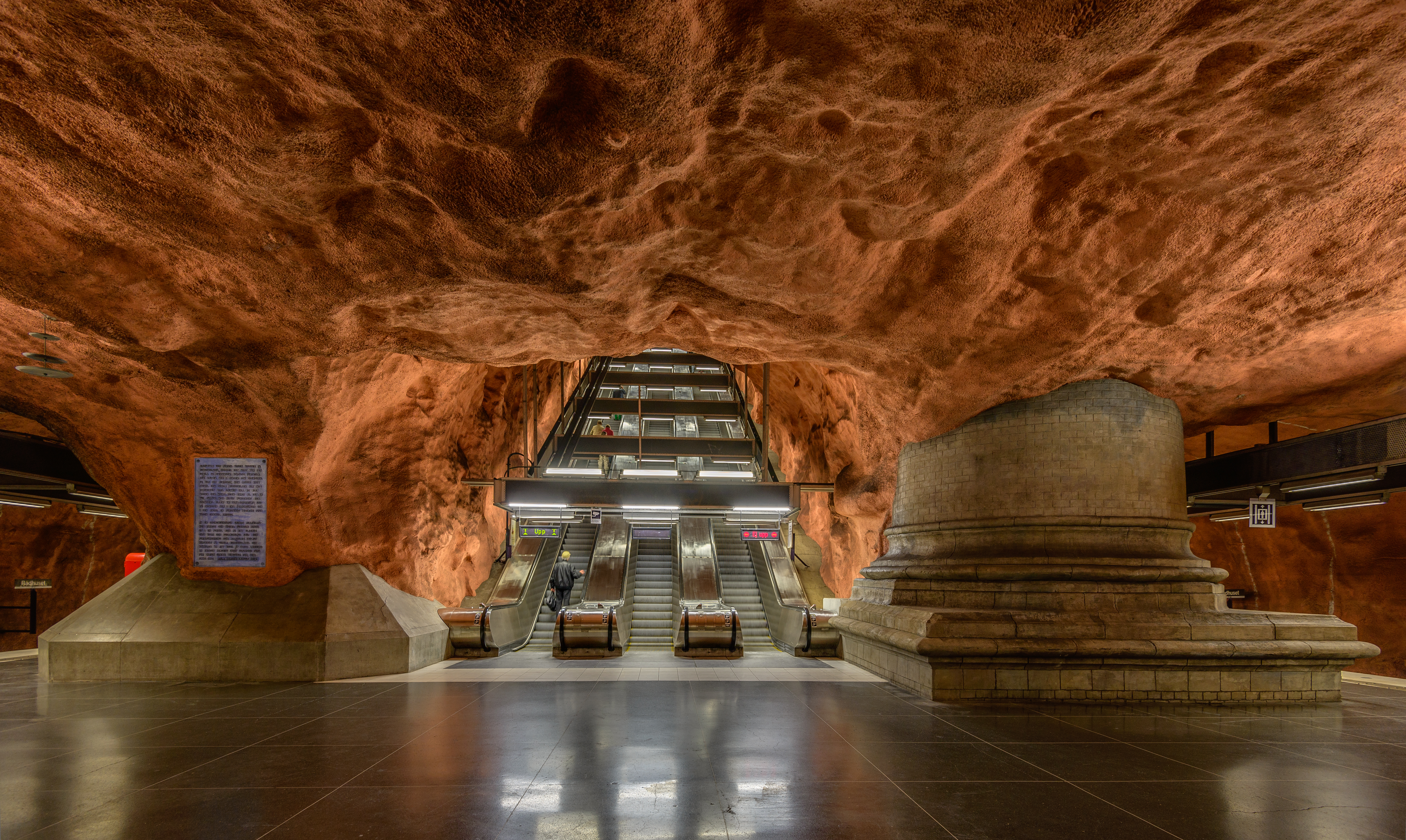
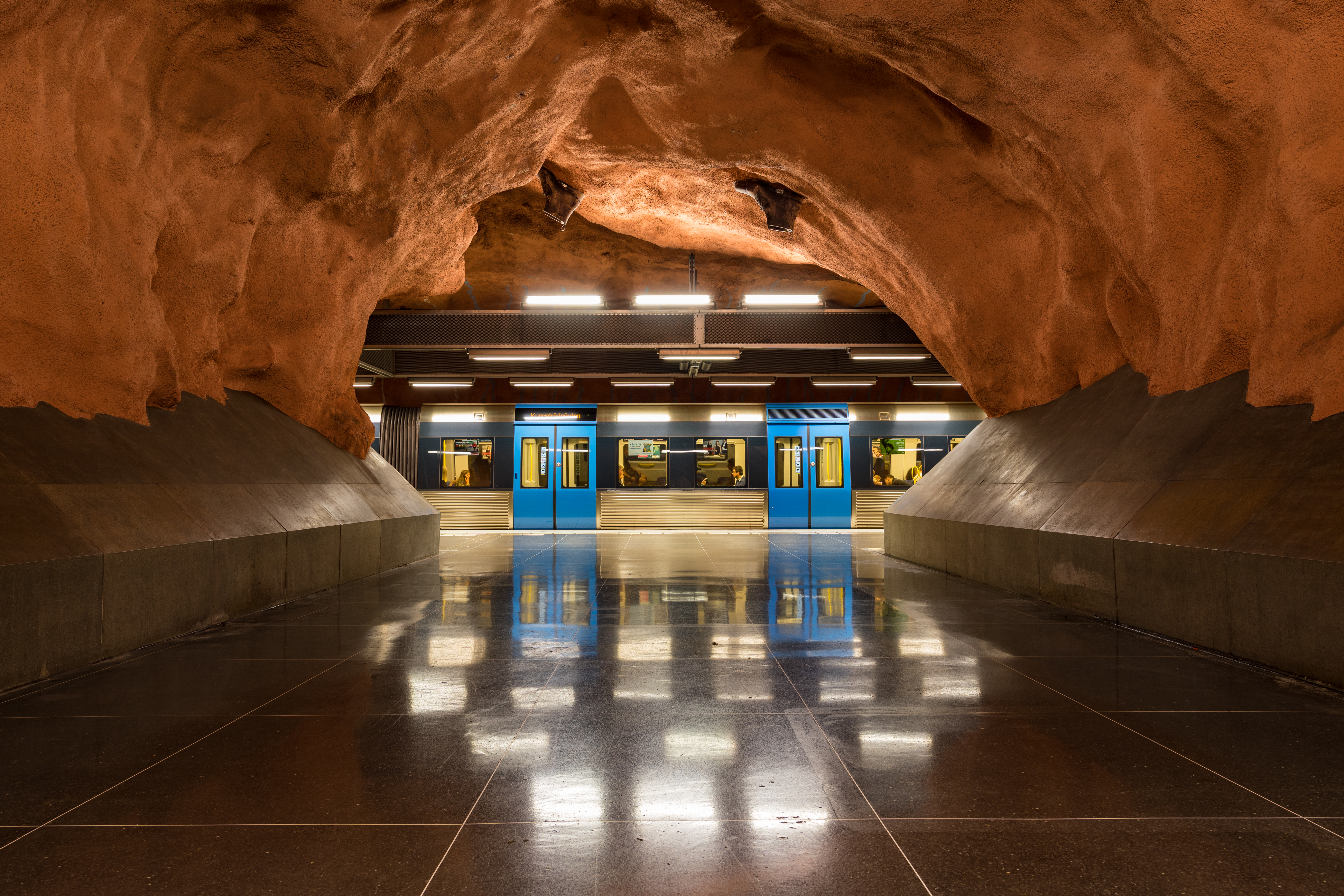